# Livanjsko Polje
Livanjsko Polje är en slätt i Bosnien och Hercegovina.   Den ligger i entiteten Federationen Bosnien och Hercegovina, i den sydvästra delen av landet, 120 km väster om huvudstaden Sarajevo.
Trakten runt Livanjsko Polje består till största delen av jordbruksmark. Runt Livanjsko Polje är det ganska tätbefolkat, med 93 invånare per kvadratkilometer.